# (6272) 1992 EB
A (6272) 1992 EB a Naprendszer kisbolygóövében található aszteroida. Ueda & Kaneda fedezte fel 1992. március 2-án.